# Castillo de Kubota
El castillo de Kubota (久保田城 Kubota-jō) fue un castillo japonés que se encontraba en la ciudad de Akita, en la Prefectura de Akita, Japón. El castillo de Kubota fue la sede del clan Satake los daimios del Dominio de Kubota, gobernadores del norte de la Provincia de Dewa. El castillo fue también conocido como "Yadome-jō" (矢留城) o "Kuzune-jō" (葛根城). En los documentos oficiales del shogunato Tokugawa el castillo es mencionado como "Akita-jō" (秋田城), aunque hoy en día se usa habitualmente esta denominación para referirse al castillo de Akita, que se encuentra cerca.

## Localización
El castillo de Kubota era un castillo japonés de estilo hirayama, construido sobre una colina de 40 metros de altura en la orilla izquierda del río Nibetsu (río Asahi), un tributario del río Omono, que aprovechaba el río y las tierras pantanosas circundantes como defensa. El recinto principal estaba protegido por un sistema de fosos inundados, muros de tierra y ocho torres de vigilancia (yagura); apenas se usó la piedra en las paredes, algo que era habitual en la Provincia de Hitachi, la antigua sede del clan Satake. El castillo carecía de torre del homenaje, posiblemente para evitar atraer las sospechas del shogunato Tokugawa.

## Historia
Satake Yoshinobu, fue reubicado a la Provincia de Dewa desde las tierras ancestrales de su familia por Tokugawa Ieyasu en 1602, y llegó al emplazamiento del futuro castillo el 17 de septiembre del mismo año. Los trabajos de construcción empezaron inmediatamente y, para el 28 de agosto de 1604, el recinto principal ya se había completado. Dicho recinto estaba rodeado por una ciudad aneja, que continuó expandiéndose en 1607, 1619, 1629 y 1631 con un sistema de calles y fosos.
El 21 de septiembre de 1633 durante el gobierno de Satake Yoshitaka el castillo se incendió, aunque se restauró en 1635. La primera mención al "castillo de Kubota" aparece en un documento oficial del año 1647.
Gran parte de la ciudad aneja, así como varias puertas del castillo y el palacio del daimio se quemaron en un incendio el 2 de abril de 1776. El recinto principal fue destruido por el fuego iniciado por un relámpago el 10 de julio de 1778. Las subsiguientes reparaciones se completaron en 1781. Otro incendio, en 1797, destruyó la torre norte, dos torres de vigilancia, dos barracones y numerosos edificios menores.
Durante la guerra Boshin el clan Kubota, tras alguna vacilación, decidió apoyar al nuevo gobierno Meiji, lo cual hizo que fuera atacado por la Alianza del Norte (Ōuetsu Reppan Dōmei), en particular por las tropas del vecino Dominio de Shōnai. Después del fin de la guerra, el castillo fue entregado al nuevo gobierno por el clan Satake el 17 de junio de 1869.
Con la abolición de los dominios feudales en 1871 el Dominio de Kubota fue integrado en la Prefectura de Akita, y el castillo se convirtió en la oficina gubernamental de la prefectura. Después del traslado de la oficina el castillo fue abandonado y, posteriormente, se rellenaron la mayoría de los fosos para ampliar las calles, y gran parte de los edificios secundarios fueron demolidos.
El 21 de julio de 1880 se inició un fuego en el abandonado recinto principal que lo destruyó, junto con la mayoría de las estructuras que había sobrevivido hasta el momento. Se conservó un pequeño puesto de guardia del segundo recinto, y una de las puertas restantes se trasladó a un templo budista local en 1886. En 1890 el gobierno devolvió los terrenos del castillo al clan Satake, el cual donó las tierras que constituyeron el recinto principal y el segundo recinto a la ciudad de Akita para que fuera usado como parque.

### El parque Senshu
El gobierno de la ciudad de Akita plantó 1.170 cerezos en 1892 y construyó un santuario sintoísta en el espacio que ocupó el recinto principal. No obstante, la ciudad cedió el parque al gobierno de la prefectura en 1896, el cual contrató al renombrado diseñador de jardines Nagaoka Yasuhei para crear un jardín nuevo, que sería conocido como Parque Senshu (千秋公園, Senshu kōen).
En 1907 se le añadió un santuario a Hachiman y la Iyataka jinja, un santuario dedicado a Hirata Atsutane. En estos terrenos se construyeron varios edificios municipales, incluyendo la biblioteca municipal, el centro cívico, el Museo de Arte de Akita y un zoológico que sería el predecesor del Zoo Akita Omoriyama. En 1984 el clan Satake donó las 14.6 hectáreas restantes del castillo a la ciudad.

### El castillo hoy
En 1989 se reconstruyó para fomentar el turismo una torre esquinera. Dicha torre contiene un pequeño museo de Historia. La puerta frontal del castillo se reconstruyó el año 2001. Se encuentra allí también el Satake Historical Material Museum, dedicado a la historia del clan Satake, y la antigua Casa Kurosawa, una casa samurái del periodo Edo, trasladada al parque en 1988. La Casa Kurosawa está clasificada como Propiedad Cultural Importante (重要文化財, juujoubunkazai) nacional.
El castillo fue incluido en 2006 entre los 100 Mejores Castillos de Japón por la Japanese Castle Foundation (日本城郭協会 Nihon Jōkaku Kyōkai).